# Joe Ashton
Joseph „Joe“ William Ashton, OBE (* 9. Oktober 1933 in Sheffield; † 30. März 2020) war ein britischer Politiker der Labour Party, der fast 33 Jahre lang den Wahlkreis Bassetlaw als Abgeordneter im House of Commons vertrat.

## Leben

### Kommunalpolitiker und Unterhausabgeordneter
Ashton wuchs in Armut in den Sheffielder Slums von Attercliffe auf. Nach dem Besuch der High Storrs Grammar School sowie des Rotherham Technical College war er als Mechaniker tätig. Seine politische Laufbahn begann er in der Kommunalpolitik als er 1962 zum Mitglied des Stadtrates von Sheffield gewählt wurde, dem er bis 1968 angehörte. Zuletzt war er dort Parlamentarischer Geschäftsführer (Chief Whip) der Fraktion der Labour Party.
Nach dem Tod des ehemaligen Kriegsministers und langjährigen Labour-Unterhausabgeordneten Frederick Bellenger, der innerhalb seiner Partei und Fraktion wegen seiner zum Teil abweichenden Meinung und seines Stimmverhaltens umstritten war, am 11. Mai 1968 wurde Aston bei einer Nachwahl (By-election) am 31. Oktober 1968 als Kandidat der Labour Party im Wahlkreis Bassetlaw erstmals zum Abgeordneten in das House of Commons gewählt. Dabei konnte er sich mit 21.394 Stimmen mit einer knappen Mehrheit von 740 Stimmen gegen seinen Gegenkandidaten von der Conservative Party, Jim Lester, durchsetzen, auf den 20.654 Wählerstimmen entfielen. Er vertrat den Wahlkreis Bassetlaw bis zu seinem Verzicht auf eine erneute Kandidatur bei den Unterhauswahlen am 7. Juni 2001, wobei er zuletzt mit 61,1 Prozent der Wählerstimmen wiedergewählt wurde.

### Parlamentarischer Privatsekretär, Whip und Oppositionssprecher
In der Folgezeit fungierte er zwischen 1969 und 1970 kurzzeitig als Parlamentarischer Privatsekretär (Parliamentary Private Secretary) eines Ministers in der Regierung von Premierminister Harold Wilson.
Nach dem Wahlsieg der Labour Party bei den Wahlen vom 28. Februar 1974 und dem erneuten Amtsantritt Wilsons als Premierminister war Ashton zwischen 1974 und 1976 erneut Parlamentarischer Privatsekretär, und zwar von Tony Benn, der zwischen März 1974 und Juni 1975 erst Industrieminister und anschließend Energieminister im zweiten Kabinett Wilson war. 1976 wurde Ashton dann einer der Parlamentarischen Geschäftsführer (Whip) der Labour-Fraktion, gab diese Funktion aber bereits 1977 wieder auf. 
Nach der Niederlage der Labour Party bei den Wahlen vom 3. Mai 1979 fungierte Ashton zwischen 1979 und 1981 als Sprecher der Opposition für Energie. Später war er Mitglied verschiedener Ständiger Ausschüsse (Select Committee) des Unterhauses, und zwar zwischen 1987 und 1992 für Handel und Industrie sowie zeitgleich von 1989 bis 1992 für Inneres. Danach war er von 1992 bis 1997 Mitglied des Ständigen Unterhausausschusses für das nationale Erbe sowie zwischen 1997 und 1998 des Ständigen Ausschusses zur Reform des Unterhauses. Darüber hinaus war er von 1992 bis zum Ausscheiden aus dem Unterhaus 2001 Vorsitzender des überparteilichen Ausschusses für Fußball.
2007 wurde er Officer des Order of the British Empire.
Ashton starb am 30. März 2020, nachdem er zuvor schon länger an Demenz erkrankt war. Er hinterlässt eine Tochter und zwei Enkelkinder. Mit seiner vor ihm verstorbenen Ehefrau Maggie war er 57 Jahre verheiratet.